# NGC 2390
NGC 2390 est une étoile située dans la constellation des Gémeaux. L'astronome irlandais Robert Stawell Ball a enregistré la position de cette étoile le 10 décembre 1866.